# ギーズ公

ギース公の紋章

ギーズ公（ギュイーズ公、ギュイズ公、フランス語: Duc de Guise [dyk də gɥiz]、英語: Duke of Guise [djuːk əv giːz]）はフランス貴族の称号。ユグノー戦争ではカトリック側の中心勢力として、プロテスタントに対抗した。

## 歴史
1520年、ロレーヌ公ルネ2世の次男でフランス内領地の相続人クロードはパリ高等法院にギーズ伯領を与えられ、1528年にギーズ公の称号を得た。クロードの娘マリー（メアリ・オブ・ギーズ）はスコットランド王ジェームズ5世に嫁ぎ、その間に生まれたスコットランド女王メアリーが王太子、後のフランス王フランソワ2世と結婚（1558年）したことで、ギーズ家は宮廷内に地位を築いた。フランス史上、ユグノー戦争でカトリック勢力の中心になったフランソワ、アンリ1世父子が有名。
1688年にギーズ家は断絶、ギーズ公の称号はブルボン家の分家であるブルボン＝コンデ家、ブルボン＝オルレアン家に与えられた。

## ギーズ伯 (アンジュー家)
- ルネ1世 (1417 - 1425) - ナポリ王

## ギーズ伯(リュクサンブール家)
- ジャン2世・ド・リュクサンブール (リニー伯) (1425 - 1440)
- ルイ・ド・リュクサンブール (サン＝ポル伯) (1440 - 1444)

## ギーズ伯 (アンジュー家)
- シャルル4世・ダンジュー (1444 - 1472)
- シャルル5世・ダンジュー (1472 - 1481)

## ギーズ伯 (アルマニャック家)
- ルイ・ダルマニャック (ヌムール公) (1491 - 1503)
- Marguerite d'Armagnac, Duchess of Nemours (d.1503)
  - (夫君) Pierre de Rohan-Gié（フランス語版） (1503 - 1504)
- Charlotte d'Armagnac, Duchess of Nemours (d.1504)
  - (夫君) Charles de Rohan-Gié（フランス語版） (1504 - 1520)

## シャトノワ＝ヴォーデモン＝ギーズ家
- クロード（1496年 - 1550年）
- フランソワ（1520年 - 1563年） - ユグノー戦争で暗殺（英語版）される
- アンリ1世（1550年 - 1588年） - サン・バルテルミの虐殺、カトリック同盟で知られる。アンリ3世の刺客により暗殺（英語版）される。
- シャルル1世（1571年 - 1640年）
- アンリ2世（1614年 - 1664年）
- ルイ・ジョゼフ（1650年 - 1671年）
- フランソワ・ジョゼフ（1670年 - 1675年）
- マリー（1615年 - 1688年）

## ブルボン＝コンデ家
- アンリ3世（1643年 - 1709年）
- ルイ2世（1668年 - 1710年）
- ルイ3世アンリ（1692年 - 1740年）
- ルイ4世ジョゼフ（1736年 - 1818年）
- ルイ5世アンリ（1756年 - 1830年）

## ブルボン＝オルレアン家
- アンリ（1847年） - フランス王ルイ・フィリップの五男・オマール公アンリ・ドルレアンの次男
- フランソワ・ポール（1852年） - アンリの弟
- フランソワ・ルイ（1854年 - 1872年） - フランソワ・ポールの弟
- ジャン（1874年 - 1940年） - フランス王ルイ・フィリップの曾孫、アンリ・ドルレアンの又甥